# Пробит-регрессия
Про́бит-регрессия (пробит-модель, англ. probit) — применяемая в различных областях (эконометрика, токсикология и др.) статистическая (нелинейная) модель и метод анализа зависимости качественных (в первую очередь — бинарных) переменных от множества факторов, основанная на нормальном распределении (в отличие от, например, аналогичной логит-регрессии, основанной на логистическом распределении). В экономике (эконометрике) пробит-модели (наряду с логит-, гомпит- и др.) используются в  моделях бинарного выбора или в моделях множественного выбора между различными альтернативами, для моделирования дефолтов компаний, в страховании жизни - для оценки вероятности смерти в зависимости от возраста и пола и т. д. В токсикологии пробит-регрессия используется для оценки влияния дозы или концентрации тех или иных веществ на биологические объекты.
Пробит-модель позволяет оценить вероятность того, что анализируемая (зависимая) переменная примет значение 1 при заданных значениях факторов (то есть это оценка доли "единиц" при данном значении факторов).  В пробит-модели пробит-функция от вероятности моделируется как линейная комбинация факторов (включая константу). Пробит-функцией принято называть функцию, обратную к интегральной функции (CDF) стандартного нормального распределения, то есть функцию, определяющую квантиль стандартного нормального распределения для заданной вероятности {\displaystyle x_{q}=\Phi ^{-1}(q)}. 
Термин «probit» как производное от англ. probability unit предложил (впервые использовал) Честер Блисс (Chester Ittner Bliss [1899—1979]) в своей статье, посвященной количественному анализу смертельного действия ядов на примере действия никотина на щавелевую тлю (Aphis rumicis L.). С тех пор метод пробит-анализа особенно популярен в токсикологии. Само использование функции нормального распределения для описания зависимости «доза — эффект» восходит к английскому математику J. W. Trevan который показал, что интенсивность клеточного ответа на данную дозу лекарственного вещества подчиняется распределению Гаусса.

## Сущность модели
Пробит-модель является частным случаем модели бинарного выбора в которой используется нормальное распределение. А именно, пусть зависимая переменная {\displaystyle Y} является бинарной, то есть может принимать только два значения, которые для упрощения предполагаются равными {\displaystyle 1} и {\displaystyle 0}. Например, {\displaystyle Y} может означать наличие/отсутствие каких-либо условий, успех или провал чего-либо, ответ да/нет в опросе и т. д. Пусть также имеется вектор регрессоров (факторов) {\displaystyle X}, которые оказывают влияние на {\displaystyle Y}. В пробит-модели предполагается, что вероятность того, что {\displaystyle Y=1} определяется нормальным распределением, таким образом пробит-модель имеет вид:
{\displaystyle p(x)=P(Y=1\mid X=x)=\Phi (x^{T}b)}
где {\displaystyle \Phi } — интегральная функция распределения (CDF) стандартного нормального распределения, {\displaystyle b} — неизвестные параметры, которые требуется оценить.
Использование именно стандартного нормального распределения не ограничивает общности модели, так как возможное ненулевое среднее учтено в константе, которая обязательно присутствует в числе факторов, а возможная неединичная дисперсия учитывается за счет соответствующего нормирования всех коэффициентов b. 
Как и в общем случае модели бинарного выбора в основе модели лежит предположение о наличии некоторой скрытой (ненаблюдаемой) переменной {\displaystyle Y^{*}}, в зависимости от значений которой наблюдаемая переменная {\displaystyle Y} принимает значение {\displaystyle 0} или {\displaystyle 1}:
{\displaystyle Y={\begin{cases}1,Y^{*}>0\\0,Y^{*}<0\end{cases}}}
Предполагается, что скрытая переменная зависит от факторов {\displaystyle X} в смысле обычной линейной регрессии {\displaystyle y^{*}=x^{T}b+\varepsilon }, где случайная ошибка в данном случае имеет стандартное нормальное распределение {\displaystyle N(0,1)}. Тогда
{\displaystyle p(x)=P(Y^{*}>0|X=x)=P(x^{T}b+\varepsilon >0)=P(\varepsilon >-x^{T}b)=1-\Phi (-x^{T}b)=\Phi (x^{T}b)}
Последнее равенство следует из симметричности нормального распределения.
Также модель может быть обоснована через полезность альтернатив — не наблюдаемой функции {\displaystyle U(y,x)}, то есть фактически двух функций {\displaystyle U_{1}(x)=x^{T}b_{1}+\varepsilon _{1}} и {\displaystyle U_{0}(x)=x^{T}b_{0}+\varepsilon _{0}} соответственно для двух альтернатив. Функция разности полезностей альтернатив здесь выполняет роль той самой скрытой переменной.

## Оценка параметров
Оценка обычно производится методом максимального правдоподобия. Пусть имеется выборка объёма {\displaystyle n} факторов {\displaystyle X} и зависимой переменной {\displaystyle Y}. Для данного номера наблюдения используем индекс {\displaystyle t}. Логарифмическая функция правдоподобия имеет вид:
{\displaystyle l(b)=\sum _{t=1}^{n}(y_{t}\ln \Phi (x_{t}^{T}b)+(1-y_{t})\ln(1-\Phi (x_{t}^{T}b))}
Максимизация данной функции по неизвестным параметрам позволяет получить состоятельные, асимптотически эффективные и асимптотически нормальные оценки параметров. Последнее означает, что:
{\displaystyle {\sqrt {n}}({\hat {b}}-b)\ {\xrightarrow {d}}\ {\mathcal {N}}(0,\,\Omega ^{-1}),}
где {\displaystyle \Omega ^{-1}} — асимптотическая ковариационная матрица оценок параметров, которая определяется стандартным для метода максимального правдоподобия способом (через гессиан или градиент логарифмической функции правдоподобия в оптимальной точке):
{\displaystyle \Omega =\operatorname {E} {\bigg [}{\frac {\varphi ^{2}(X'b)}{\Phi (X'b)(1-\Phi (X'b))}}XX'{\bigg ]}},
где {\displaystyle \varphi } — функция плотности вероятности (PDF) стандартного нормального распределения.
Матрица {\displaystyle \Omega } неизвестна и используется её состоятельная оценка:
{\displaystyle {\hat {\Omega }}={\frac {1}{n}}\sum _{t=1}^{n}{\bigg [}{\frac {\varphi ^{2}(x_{t}^{T}b)}{\Phi (x_{t}^{T}b)(1-\Phi (x_{t}^{T}b))}}x_{t}x_{t}^{T}{\bigg ]}}
Обычно оценка модели производится в специализированных (статистических, эконометрических) программных продуктах, например, Statistica, EViews, Matrixer, R, SPSS и др., хотя возможна «ручная» оценка, например в MS Office Excel, используя встроенный «Поиск решения» для максимизации логарифмической функции правдоподобия.

## Показатели качества и тестирование модели
Для оценки качества построенной пробит-регрессии применяются стандартные для моделей бинарного выбора статистики:
- Статистика отношения правдоподобия ({\displaystyle LR}).

- Псевдо-коэффициент детерминации ({\displaystyle R_{pseudo}^{2})}

- Коэффициент детерминации МакФаддена (индекс отношения правдоподобия)({\displaystyle R_{McFadden}^{2},LRI})

- Информационные критерии Акаике, Шварца, Ханнана-Куинна ({\displaystyle AIC,BIC(SC),HQ}).

- Статистика Хосмера-Лемешоу (Hosmer-Lemeshow, {\displaystyle HL}).

- Статистика Эндрюса (Andrews)

Важное значение имеет анализ доли правильных прогнозов. В частности анализируется доля правильных и (или) неправильных прогнозов для значения каждого из значений зависимой переменной (0 и 1).

## Примеры

### Токсикология
Рассмотрим пробит-модель на примере действия инсектицида на насекомых. Зависимой бинарной переменной является переменная, принимающая значение 1, если данное насекомое погибло, и 0 в противном случае. В выборке {\displaystyle n} насекомых реакция на инсектицид одних насекомых не зависит от реакции других. В качестве фактора модели выступает «измеритель» дозы {\displaystyle x=\lg(d)}, где {\displaystyle d}-доза инсектицида. Вероятность того, что случайно отобранное из совокупности насекомое погибнет за данное время, равна
{\displaystyle p(x)=\Phi (\alpha +\beta x)}.
Если параметры модели {\displaystyle \alpha } и {\displaystyle \beta } известны (обозначим оценки {\displaystyle a} и {\displaystyle b} соответственно), то уровень дозы {\displaystyle x_{p}}, при котором погибает некоторый процент насекомых, находится из уравнения
{\displaystyle a+bx_{p}=\Phi ^{-1}(p)=q_{p}\Rightarrow x_{p}=(q_{p}-a)/b},
где {\displaystyle q_{p}} — квантиль уровня {\displaystyle p} стандартного нормального распределения.
В частности, для уровня дозы {\displaystyle x_{50}}, при которой погибает 50 % насекомых, {\displaystyle \lg d_{50}=x_{50}=-a/b\Rightarrow d_{50}=10^{-a/b}}. Эту величину в токсикологии принято обозначать ЛД50.
Можно также построить приблизительный доверительный интервал для {\displaystyle x_{p}} следующим образом: {\displaystyle x_{p}\pm 2\sigma _{x_{p}}}. Дисперсию {\displaystyle \sigma _{x_{p}}^{2}} можно оценить приблизительно следующим образом:
{\displaystyle \sigma _{x_{p}}^{2}=(\sigma _{a}^{2}+2x_{p}\sigma _{ab}+x_{p}^{2}\sigma _{b}^{2})/b^{2}},
где {\displaystyle \sigma _{a}^{2},\sigma _{b}^{2}} — оценка дисперсии оценок параметров модели, {\displaystyle \sigma _{ab}} — оценка ковариации между оценками параметров.
Более точный доверительный интервал можно оценить исходя теоремы Феллера, в соответствии с которой 95%-е доверительные границы для {\displaystyle x_{p}} являются корнями {\displaystyle \lambda _{1}}, {\displaystyle \lambda _{2}} квадратного уравнения
{\displaystyle \lambda ^{2}(b^{2}-t^{2}\sigma _{b}^{2})-2\lambda (b^{2}x_{p}+t^{2}\sigma _{ab})+(b^{2}x_{p}^{2}-t^{2}\sigma _{a}^{2})=0},
где {\displaystyle t=t_{95}} — 95%-я точка распределения Стьюдента.

## Вариации и обобщения
На практике встречаются ситуации, когда необходимо исследовать не две альтернативы, а несколько альтернатив. Если эти альтернативы неупорядоченные, то говорят о множественной (multinominal) пробит-модели. В случае упорядоченных альтернатив (например, 5-балльная оценка качества услуги или товара) говорят о порядковой или упорядоченной (ordered) пробит-модели. 